# Acanthodraco
Acanthodraco is een monotypisch geslacht van straalvinnige vissen uit de familie van Antarctische draakvissen (Bathydraconidae).

## Soort
- Acanthodraco dewitti Skóra, 1995